# Tour de Normandie 2005
Il Tour de Normandie 2005, venticinquesima edizione della corsa, valido come prova del circuito UCI Europe Tour 2005 categoria 2.2, si svolse in 7 tappe precedute da un prologo, dal 21 al 27 marzo 2005, su un percorso totale di 1 030,6 km, con partenza da Mondeville ed arrivo a Caen. Fu vinto dall'olandese Kai Reus del Rabobank Continental Team, che terminò la corsa in 24 ore 45 minuti 46 secondi, alla media di 41,61 km/h.
Al traguardo di Caen 91 ciclisti portarono a termine la gara.

## Tappe
| Tappa  | Data      | Percorso                       | km     | Vincitore di tappa  | Leader cl. generale |
| ------ | --------- | ------------------------------ | ------ | ------------------- | ------------------- |
| prol.  | 21 marzo  | Mondeville (Cron. individuale) | 5,6    | Martín Garrido      | Martín Garrido      |
| 1ª     | 22 marzo  | Mondeville > Forges-les-Eaux   | 208    | Stéphane Bonsergent | Martín Garrido      |
| 2ª     | 23 marzo  | Forges-les-Eaux > Elbeuf       | 147    | Hans Dekkers        | Martín Garrido      |
| 3ª     | 24 marzo  | Elbeuf > Flers                 | 201    | Stéphane Pétilleau  | Kai Reus            |
| 4ª     | 25 marzo  | Flers > Domfront               | 74     | Kai Reus            | Kai Reus            |
| 5ª     | 25 marzo  | Domfront > Avranches           | 80     | Juan Olmo Menacho   | Kai Reus            |
| 6ª     | 26 aprile | Ducey > Bagnoles-de-l'Orne     | 173    | Hans Dekkers        | Kai Reus            |
| 7ª     | 27 marzo  | Bagnoles-de-l'Orne > Caen      | 142    | Hans Dekkers        | Kai Reus            |
| Totale | Totale    | Totale                         | 1030,6 |                     |                     |

## Squadre partecipanti
| N.      | Cod. | Squadra                   |
| ------- | ---- | ------------------------- |
| 1-6     | AGR  | Agritubel-Loudun          |
| 11-16   | RB3  | Rabobank Continental Team |
| 21-26   | AUB  | Auber 93                  |
| 31-36   | BJF  | Bretagne-Jean Floc'h      |
| 41-46   | AXA  | Axa Pro-Cycling Team      |
| 51-56   | MAT  | Team Moser-AH-Trentino    |
| 61-66   | BGT  | Bridgestone-Anchor        |
| 71-76   | COM  | ComNet-Senges             |
| 81-86   | WIN  | Akud Arnolds Sicherheit   |
| 91-96   | GLU  | Glud & Marstrand-Horsens  |
| 101-106 | TDK  | Team Designa Køkken       |

| N.      | Cod. | Squadra                            |
| ------- | ---- | ---------------------------------- |
| 111-116 | ODM  | Omnibike Dynamo Moscow             |
| 121-126 | KCT  | Kalev Chocolate-Classic Bycicle T. |
| 131-136 | DUJ  | Duja-Tavira                        |
| 141-146 | TIA  | TIAA-CREF                          |
| 151-156 | FRA  | Francia                            |
| 161-166 | GER  | Germania                           |
| 171-176 |      | Velo Club Rouen 76                 |
| 181-186 |      | CC Nogent sur Oise                 |
| 191-196 |      | Team Oddas Diemme                  |
| 201-206 |      | Team Normandie                     |

## Dettagli delle tappe

### Prologo
- 21 marzo: Mondeville – Cronometro individuale – 5,6 km

Risultati
| Pos. | Corridore        | Squadra       | Tempo |
| ---- | ---------------- | ------------- | ----- |
| 1    | Martín Garrido   | Duja-Tavira   | 6'54" |
| 2    | Mathieu Heijboer | Rabobank Con. | a 1"  |
| 3    | Michiel Elijzen  | Rabobank Con. | a 2"  |

| Pos. | Corridore        | Squadra       | Tempo |
| ---- | ---------------- | ------------- | ----- |
| 1    | Martín Garrido   | Duja-Tavira   | 6'54" |
| 2    | Mathieu Heijboer | Rabobank Con. | a 1"  |
| 3    | Michiel Elijzen  | Rabobank Con. | a 2"  |

### 1ª tappa
- 22 marzo: Mondeville > Forges-les-Eaux – 208 km

Risultati
| Pos. | Corridore           | Squadra       | Tempo    |
| ---- | ------------------- | ------------- | -------- |
| 1    | Stéphane Bonsergent | Nogent Oise   | 4h58'41" |
| 2    | Hans Dekkers        | Rabobank Con. | s.t.     |
| 3    | Stefan Heiny        | ComNet        | s.t.     |

| Pos. | Corridore        | Squadra       | Tempo    |
| ---- | ---------------- | ------------- | -------- |
| 1    | Martín Garrido   | Duja-Tavira   | 5h05'34" |
| 2    | Mathieu Heijboer | Rabobank Con. | a 2"     |
| 3    | Michiel Elijzen  | Rabobank Con. | a 3"     |

### 2ª tappa
- 23 marzo: Forges-les-Eaux > Elbeuf – 147 km

Risultati
| Pos. | Corridore           | Squadra       | Tempo    |
| ---- | ------------------- | ------------- | -------- |
| 1    | Hans Dekkers        | Rabobank Con. | 3h19'31" |
| 2    | Martín Garrido      | Duja-Tavira   | s.t.     |
| 3    | Stéphane Bonsergent | Nogent Oise   | s.t.     |

| Pos. | Corridore        | Squadra       | Tempo    |
| ---- | ---------------- | ------------- | -------- |
| 1    | Martín Garrido   | Duja-Tavira   | 8h24'59" |
| 2    | Mathieu Heijboer | Rabobank Con. | a 8"     |
| 3    | Michiel Elijzen  | Rabobank Con. | a 9"     |

### 3ª tappa
- 24 marzo: Elbeuf > Flers – 201 km

Risultati
| Pos. | Corridore          | Squadra       | Tempo    |
| ---- | ------------------ | ------------- | -------- |
| 1    | Stéphane Pétilleau | Bretagne      | 5h05'50" |
| 2    | Kai Reus           | Rabobank Con. | s.t.     |
| 3    | Benoît Legrix      | Normandie     | a 41"    |

| Pos. | Corridore          | Squadra       | Tempo     |
| ---- | ------------------ | ------------- | --------- |
| 1    | Kai Reus           | Rabobank Con. | 13h30'59" |
| 2    | Stéphane Pétilleau | Bretagne      | a 8"      |
| 3    | Martín Garrido     | Duja-Tavira   | a 37"     |

### 4ª tappa
- 25 marzo: Flers > Domfront – 74 km

Risultati
| Pos. | Corridore         | Squadra       | Tempo    |
| ---- | ----------------- | ------------- | -------- |
| 1    | Kai Reus          | Rabobank Con. | 1h43'30" |
| 2    | Freddy Ravaleu    | AC Val D'Oise | a 2"     |
| 3    | Juan Olmo Menacho | Duja-Tavira   | a 3"     |

| Pos. | Corridore          | Squadra       | Tempo     |
| ---- | ------------------ | ------------- | --------- |
| 1    | Kai Reus           | Rabobank Con. | 15h14'17" |
| 2    | Stéphane Pétilleau | Bretagne      | a 17"     |
| 3    | Martín Garrido     | Duja-Tavira   | a 46"     |

### 5ª tappa
- 25 marzo: Domfront > Avranches – 80 km

Risultati
| Pos. | Corridore           | Squadra     | Tempo    |
| ---- | ------------------- | ----------- | -------- |
| 1    | Juan Olmo Menacho   | Duja-Tavira | 1h42'03" |
| 2    | Stéphane Bonsergent | Nogent Oise | s.t.     |
| 3    | Gilles Canouet      | Agritubel   | s.t.     |

| Pos. | Corridore          | Squadra       | Tempo     |
| ---- | ------------------ | ------------- | --------- |
| 1    | Kai Reus           | Rabobank Con. | 16h56'20" |
| 2    | Stéphane Pétilleau | Bretagne      | a 17"     |
| 3    | Martín Garrido     | Duja-Tavira   | a 46"     |

### 6ª tappa
- 26 marzo: Ducey > Bagnoles-de-l'Orne – 173 km

Risultati
| Pos. | Corridore      | Squadra        | Tempo    |
| ---- | -------------- | -------------- | -------- |
| 1    | Hans Dekkers   | Rabobank Con.  | 4h21'38" |
| 2    | Peter Möhlmann | Axa Cycling T. | s.t.     |
| 3    | Benoît Legrix  | Normandie      | s.t.     |

| Pos. | Corridore          | Squadra       | Tempo     |
| ---- | ------------------ | ------------- | --------- |
| 1    | Kai Reus           | Rabobank Con. | 21h17'58" |
| 2    | Stéphane Pétilleau | Bretagne      | a 17"     |
| 3    | Martín Garrido     | Duja-Tavira   | a 46"     |

### 7ª tappa
- 27 marzo: Bagnoles-de-l'Orne > Caen – 142 km

Risultati
| Pos. | Corridore           | Squadra       | Tempo    |
| ---- | ------------------- | ------------- | -------- |
| 1    | Hans Dekkers        | Rabobank Con. | 3h27'49" |
| 2    | William Bonnet      | Auber 93      | s.t.     |
| 3    | Stéphane Bonsergent | CC Nogent     | s.t.     |

| Pos. | Corridore          | Squadra       | Tempo     |
| ---- | ------------------ | ------------- | --------- |
| 1    | Kai Reus           | Rabobank Con. | 24h45'46" |
| 2    | Stéphane Pétilleau | Bretagne      | a 17"     |
| 3    | Martín Garrido     | Duja-Tavira   | a 46"     |

## Classifiche finali

### Classifica generale
| Pos. | Corridore           | Squadra        | Tempo     |
| ---- | ------------------- | -------------- | --------- |
| 1    | Kai Reus            | Rabobank Cont. | 24h45'46" |
| 2    | Stéphane Pétilleau  | Bretagne       | a 17"     |
| 3    | Martín Garrido      | Duja-Tavira    | a 46"     |
| 4    | Hans Dekkers        | Rabobank Con.  | s.t.      |
| 5    | Stéphane Bonsergent | CC Nogent      | a 53"     |
| 6    | William Bonnet      | Auber 93       | a 54"     |
| 7    | Stéphane Barthe     | AC Val D'Oise  | a 57"     |
| 8    | Mathieu Heijboer    | Rabobank Con.  | a 59"     |
| 9    | Arnaud Labbe        | Auber 93       | s.t.      |
| 10   | Michiel Elijzen     | Rabobank Con.  | a 1'00"   |